# Laraesima asperata
Laraesima asperata es una especie de escarabajo longicornio perteneciente a la tribu Compsosomatini, de la subfamilia Lamiinae, orden Coleoptera.
Mide 9-12,7 mm de longitud. En el museo de Historia Natural, en Reino Unido, se encuentra un ejemplar de la especie.

## Taxonomía
Se atribuye su descripción al naturalista británico Henry Walter Bates, quien la citó por primera vez en 1885. La especie aparece registrada en la sección Supplement to Longicornia de Biologia Centrali–Americana, Insecta, Coleoptera, 5: 249–436, p. XVII–XXIV, publicada por Bates Henry Walter en 1885.

## Distribución
Se distribuye por América del Norte, específicamente en México.